# Raionul Svaleava, Transcarpatia
Svaleava (în ucraineană Свалявський район, transliterat: Svaleavskîi raion) este un raion în regiunea Transcarpatia, Ucraina. Reședința sa este orașul Svaleava.

## Demografie
Componența lingvistică a raionului Svaleava
     Ucraineană (97,28%)
     Rusă (1,58%)
     Alte limbi (0,8%)
Conform recensământului din 2001, majoritatea populației raionului Svaleava era vorbitoare de ucraineană (97,28%), existând în minoritate și vorbitori de rusă (1,58%).